# دوبروویتوو
دوبروویتوو (به چکی: Dobrovítov) یک منطقهٔ مسکونی در جمهوری چک است که در ناحیه کوتنا هورا واقع شده‌است. دوبروویتوو ۹٫۰۱ کیلومتر مربع مساحت و ۱۱۳ نفر جمعیت دارد و ۴۸۷ متر بالاتر از سطح دریا واقع شده‌است.